# Golders Green
Golders Green es un barrio del municipio londinense de Barnet. Se encuentra a unos 8,5 km (5,5 mi) al norte de Charing Cross, Londres, Reino Unido. Según el censo de 2011 contaba con una población de 18818 habitantes.